# Bermerain
Bermerain (niederländisch Bermering) ist eine französische Gemeinde im Département Nord in der Region Hauts-de-France. Sie gehört zum Kanton Caudry im Arrondissement Cambrai. Die Bewohner nennen sich Bermerinois oder Bermerinoises.

## Lage
Die Gemeinde Bermerain liegt zwölf Kilometer südlich von Valenciennes und wird vom Fluss Écaillon tangiert, in den hier sein Zufluss Saint-Georges einmündet. Bermerain grenzt im Norden an Sepmeries, im Osten an Ruesnes, im Südosten an Capelle, im Süden an Escarmain, im Südwesten an Saint-Martin-sur-Écaillon und im Westen an Vendegies-sur-Écaillon. 

## Bevölkerungsentwicklung
| Jahr                       | 1962 | 1968 | 1975 | 1982 | 1990 | 1999 | 2008 | 2013 | 2020 |
| Einwohner                  | 669  | 697  | 664  | 707  | 693  | 710  | 648  | 684  | 739  |
| Quellen: Cassini und INSEE |      |      |      |      |      |      |      |      |      |

## Sehenswürdigkeiten
- Himmelfahrtskirche (Église de l’Assomption)
- britischer Soldatenfriedhof
- Taubenturm
- Kriegerdenkmal

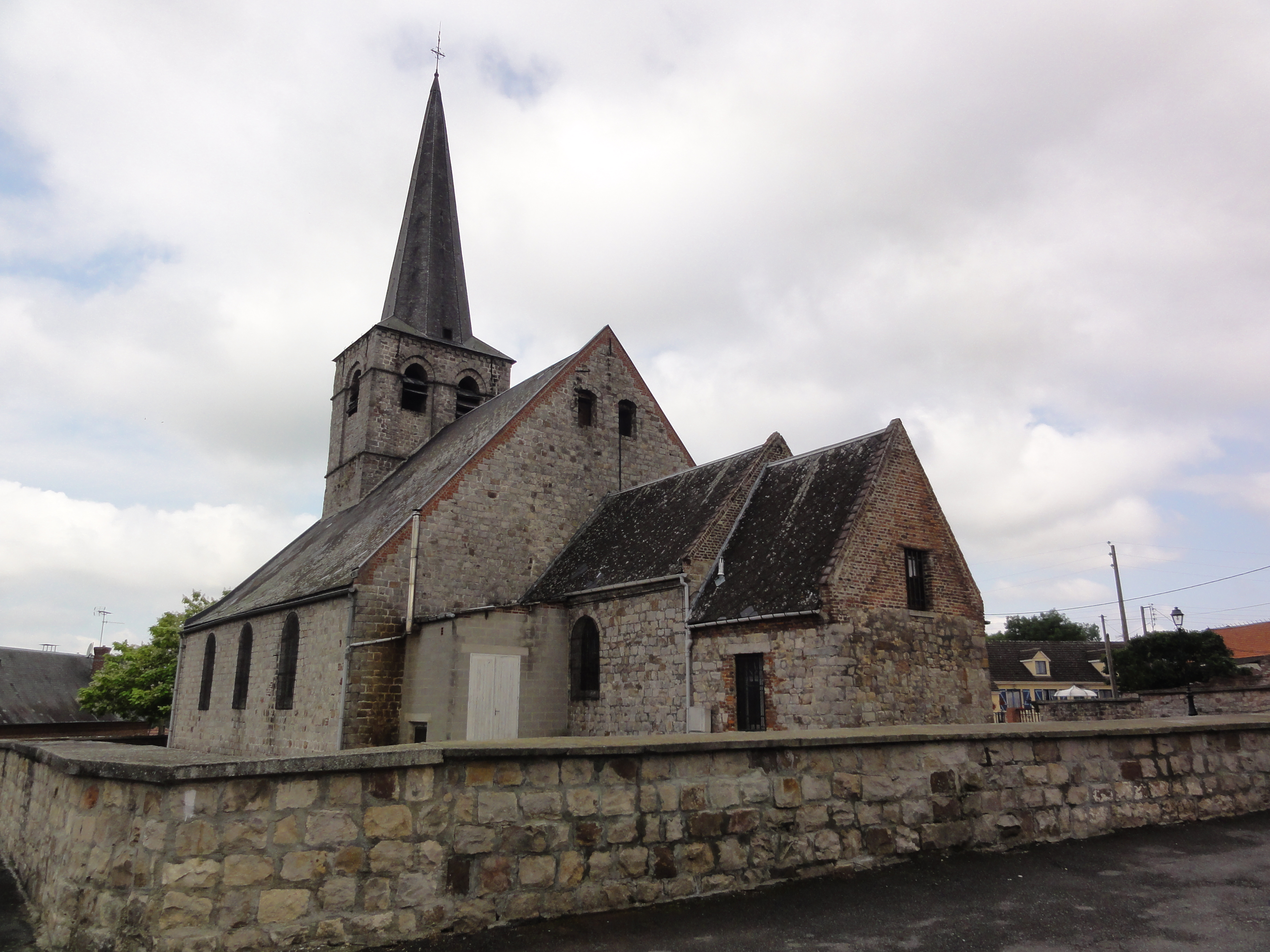
Himmelfahrtskirche
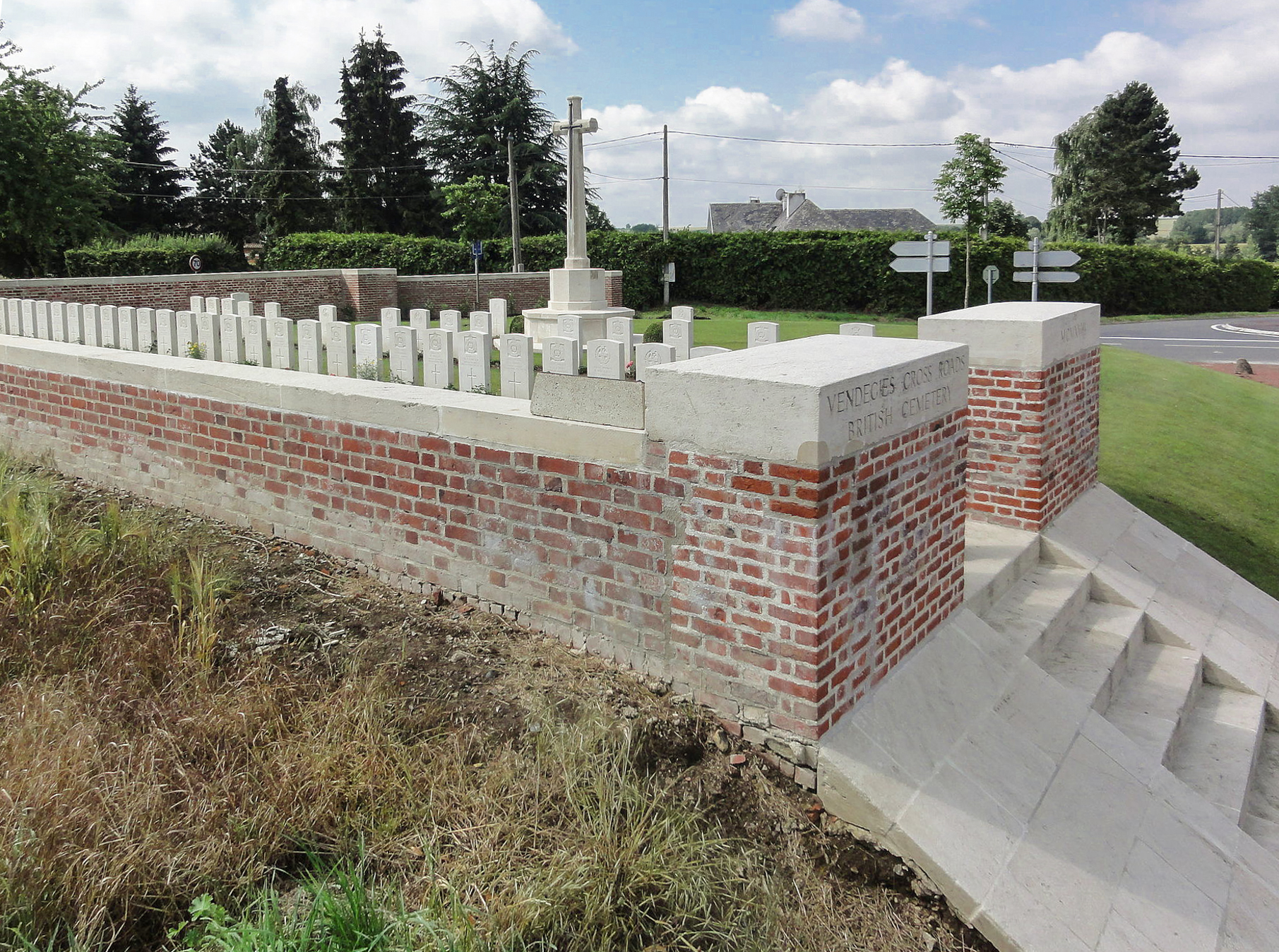
Britischer Soldatenfriedhof
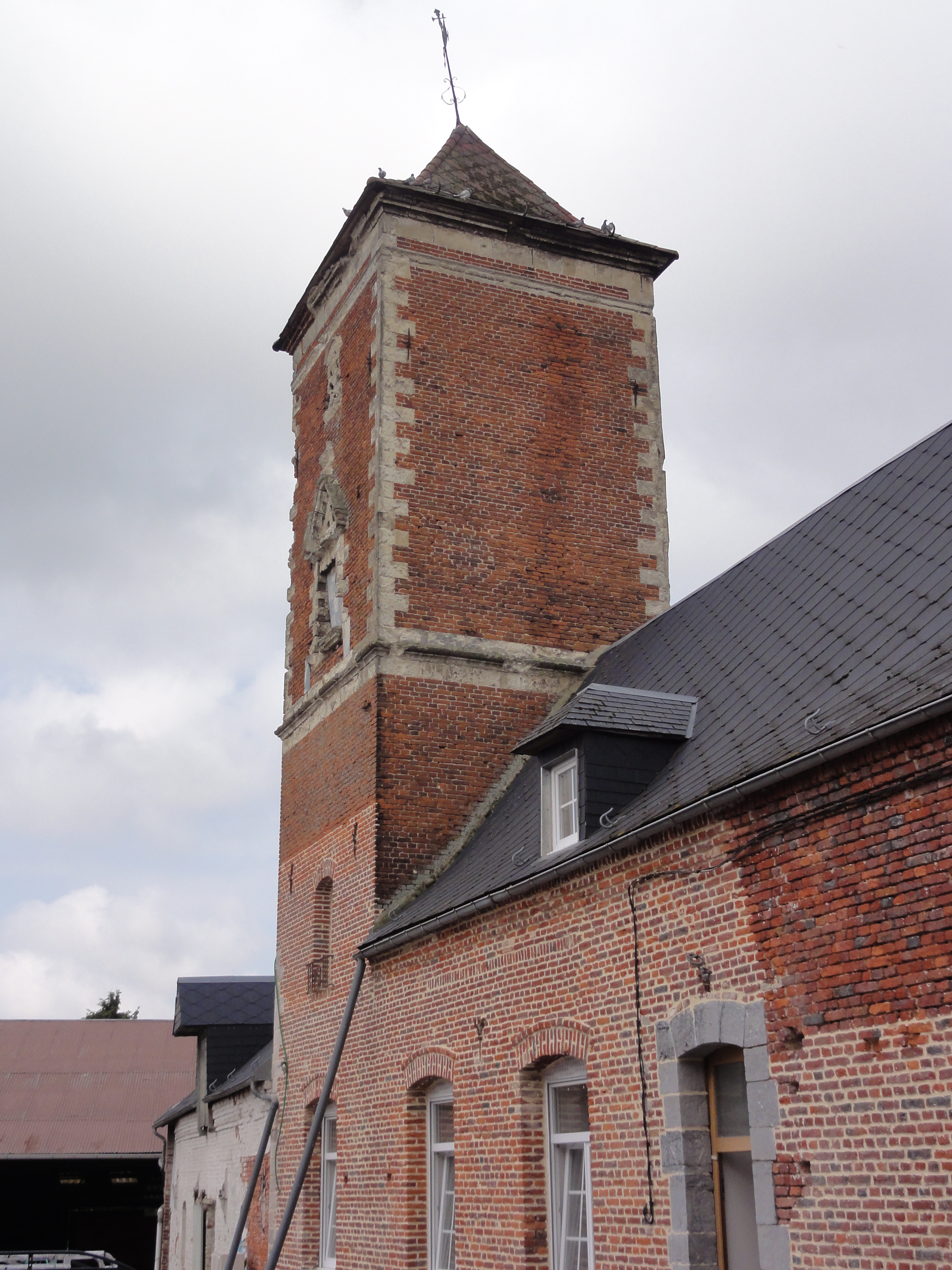
Taubenturm
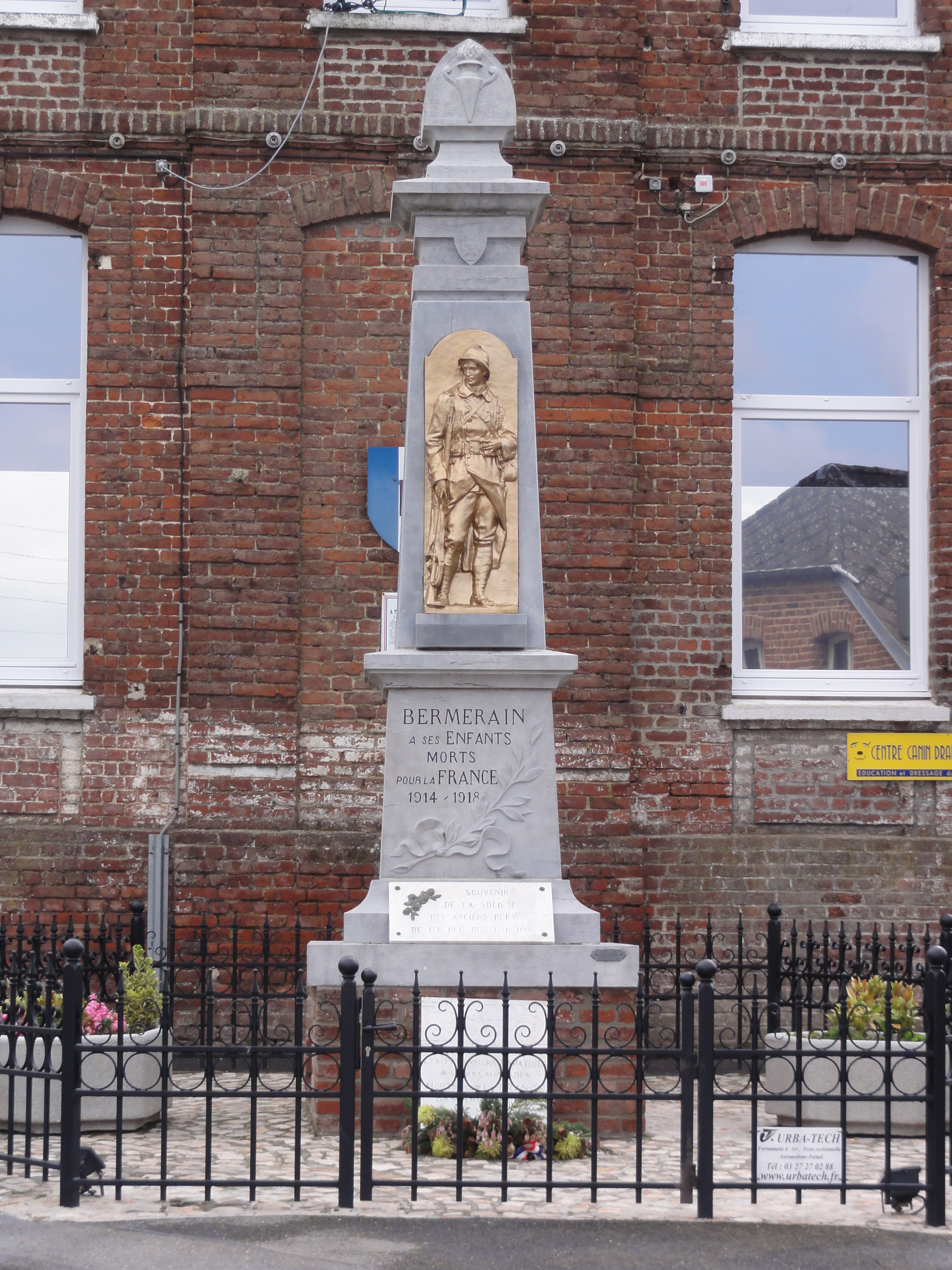
Gefallenendenkmal